# Poem (cântec)
Poem (stilizat POEM) este un cântec al formației The Motans în colaborare cu cântăreața de origine moldovenească Irina Rimes. Melodia a fost creată de solistul Denis Roabeș alături de Rimes, Sebastian Barac și Marcel Botezan. Piesa a beneficiat de un videoclip lansat pe 11 aprilie și a fost inclusă într-o campanie a Lidl.

## Clasamente
| Țară (clasament)    | Poziția maximă | Referință |
| ------------------- | -------------- | --------- |
| Airplay Top 100     | 1              | [ 2 ]     |
| MediaForest (radio) | 1              | [ 3 ]     |
| MediaForest (TV)    | 1              | [ 3 ]     |